# Christian Dupuy
Pour les articles homonymes, voir Dupuy.
Christian Dupuy, né le 24 octobre 1950 à Paris, est un homme politique français.
Il est maire de Suresnes de 1983 à 2020, député des Hauts-de-Seine de 1993 à 1997 et vice-président du conseil départemental des Hauts-de-Seine délégué à la culture, l'animation culturelle et au tourisme de 2001 à 2021, élu dans le canton de Suresnes jusqu'en 2015 puis, de 2015 à 2021, dans le nouveau canton de Nanterre-2.

## Biographie
Christian Dupuy est le fils de l'avocat Richard Dupuy, grand maître de la Grande Loge de France et membre de cette même obédience, qu'il rejoindra également.
Il effectue sa scolarité au collège de Verneuil-sur-Avre, puis au lycée Carnot et au collège Sainte-Barbe à Paris. Après avoir obtenu une maîtrise de droit à l'université Panthéon-Assas, il décroche un certificat d'études judiciaires et un certificat d'aptitude à la profession d'avocat. Il s'inscrit comme avocat en 1976.
Il est marié et père de trois enfants. Lors de son dernier mandat, son épouse est adjointe à la mairie de Suresnes, déléguée à la Solidarité, à l'Emploi, à l'Égalité des chances et aux Droits des femmes.

## Vie publique

### Élection à la mairie de Suresnes et réalisations municipales
Christian Dupuy décide de s’engager en politique après l’arrivée au pouvoir du président de gauche François Mitterrand en 1981 et milite dès lors au RPR. Il obtient, parrainé par Charles Pasqua, l'investiture aux élections municipales de 1983 à Suresnes. Élu, il succède au socialiste Robert Pontillon, devenant à 32 ans le premier maire non socialiste de Suresnes depuis 1947 et le plus jeune maire d’une ville moyenne de France. La période de la Seconde Guerre mondiale mise à part, Suresnes était dirigée par la gauche depuis 1919. Il est réélu en 1989, 1995, 2001, 2008 et 2014. À son poste, il lance notamment une réhabilitation du centre-ville et soutient une politique de transformation des anciennes friches industrielles, qui sont peu à peu remplacées par des lotissements immobiliers (logement intermédiaire, logement social) et des sièges de grandes entreprises.
Afin d’empêcher de nouvelles destructions urbaines comme lors de la décennie précédant son élection, il dote la ville d'une zone de protection du patrimoine architectural et urbain, couvrant les deux-tiers de sa surface. Transformée en aire de mise en valeur de l'architecture et du patrimoine par délibération du conseil municipal du 12 février 2014, cette servitude d'utilité publique est devenue automatiquement un site patrimonial remarquable à la date de promulgation de la loi relative à la liberté de la création, à l'architecture et au patrimoine (2016).

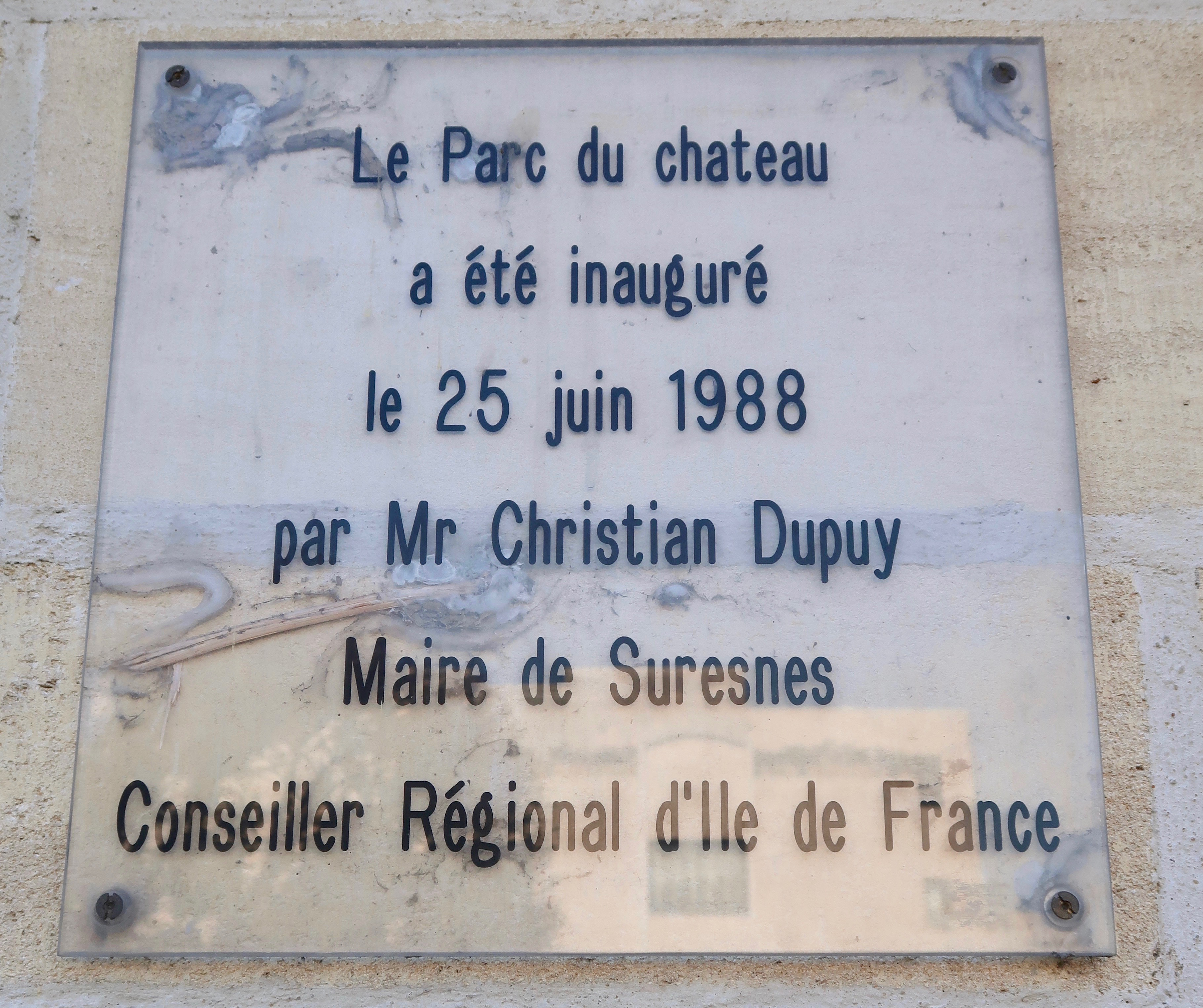
Plaque à l'entrée du parc du Château.

Il multiplie la création d'écoles, de stades, gymnases, maisons de retraite et centre médicaux. Alors qu'en 1983, la ville ne compte qu'une crèche pour 35 000 habitants, Suresnes en possède onze en 2004, pour 40 000 habitants. La cité-jardin est classée au répertoire des sites historiques et réhabilitée de 1985 à 1996. Le quartier République est reconstruit, autour de l'ancien château de la Source, et les friches industrielles du bas de Suresnes sont reconverties. Au début des années 2000, des chantiers sont lancés, comme la reconstruction du marché Caron-Jaurès, dans la cité-jardin. Le nombre d’entreprises augmente, contribuant pour la moitié des ressources fiscales de la ville. Enfin, de 1983 à 1993, la surface des espaces verts publics double. Sous sa première mandature, la rénovation du centre-ville est achevée (avec l'esplanade des Courtieux), la gestion de l’environnement est prise en considération, des équipements vétustes sont remplacés et les cités HLM sont réhabilitées. Le plus ancien établissement scolaire de Suresnes, l'école Jules-Ferry, est entièrement rénovée en 1986. En septembre 1987 est créé le village d’enfants Henri-Dunant et, en février 1988, l'école maternelle de la République. En juin 1988, le parc du Château est ouvert, dans les jardins de l'ancienne propriété de la Source, dont les bâtiments ont été détruits deux ans plus tôt pour être lotis. En 1997, deux stations de tramway sont inaugurées le long de la nouvelle ligne 2 du tramway d'Île-de-France, celle de Suresnes-Longchamp accueillant le musée d'histoire urbaine inauguré en 2013. En 2000, l'ancien cinéma Le Capitole rouvre dans un nouveau bâtiment, juste à côté d'une nouvelle médiathèque de 2 000 m2, tandis qu'un conservatoire de musique est créé en 2007, place du Puits-d’Amour. En 2014 est inauguré dans le centre-ville la galerie commerciale Bagatelle, dotée d'une dizaine d'enseignes.

### Conseiller régional, conseiller départemental et député des Hauts-de-Seine
Membre du conseil régional d'Île-de-France entre 1986 et 1988, Christian Dupuy entre au conseil général des Hauts-de-Seine en 1988, et en devient le vice-président. Il quitte l'assemblée départementale en 1993 après son élection comme député des Hauts-de-Seine. Membre du groupe RPR à l'Assemblée nationale, il siège à la commission des Lois constitutionnelles, de la Législation et de l'Administration générale de la République et est rapporteur de plusieurs projets et propositions de lois, ainsi qu’auteur d’une proposition de loi tendant à faciliter la création d’établissements publics locaux, votée en première lecture à l'Assemblée nationale. Il siège au titre de l’Assemblée nationale à la commission nationale de l'informatique et des libertés (CNIL) de 1994 à 1997.
Il retrouve le conseil général des Hauts-de-Seine en 1998, comme premier vice-président de la commission des affaires sociales. Il est également vice-président chargé de l'action scolaire et éducative entre 2001 et 2004. Il est vice-président délégué à la culture, l'animation culturelle et le tourisme depuis 2004 et porte notamment le projet de rénovation du musée Albert Kahn en 2009 ainsi que le développement du Festival Chorus. De 2009 à 2011, il prend également en charge la coordination des politiques de solidarité. À Suresnes, l'action culturelle se porte notamment autour du théâtre Jean-Vilar, où le festival Suresnes Cités Danse promeut le hip hop chorégraphié.

### Politique du logement
Particulièrement porté sur les questions de logement, il est vice-président de la Fédération nationale des offices de l'habitat et représente l’Association des maires de France au Conseil national de l'habitat, après avoir été délégué national au logement du RPR. Il a pris position contre la libéralisation des loyers, estimant qu’on ne pouvait soumettre au marché un bien en pénurie.
Partisan de la mixité sociale, sa première mandature à la mairie de Suresnes est marquée par la réhabilitation du parc de logements sociaux de la cité-jardin, achevée en 1996, ainsi que de l’ensemble du parc social ancien de l’office municipal,. Il soutient ensuite la construction de près de 2 000 logements sociaux, faisant ainsi progresser de 31 % le parc des logements aidés de Suresnes, tout en créant des logements intermédiaires et en développant l’accession sociale à la propriété. En 2011, il est élu président de l’Office public de l’Habitat des Hauts-de-Seine.

### Années 2000-2010

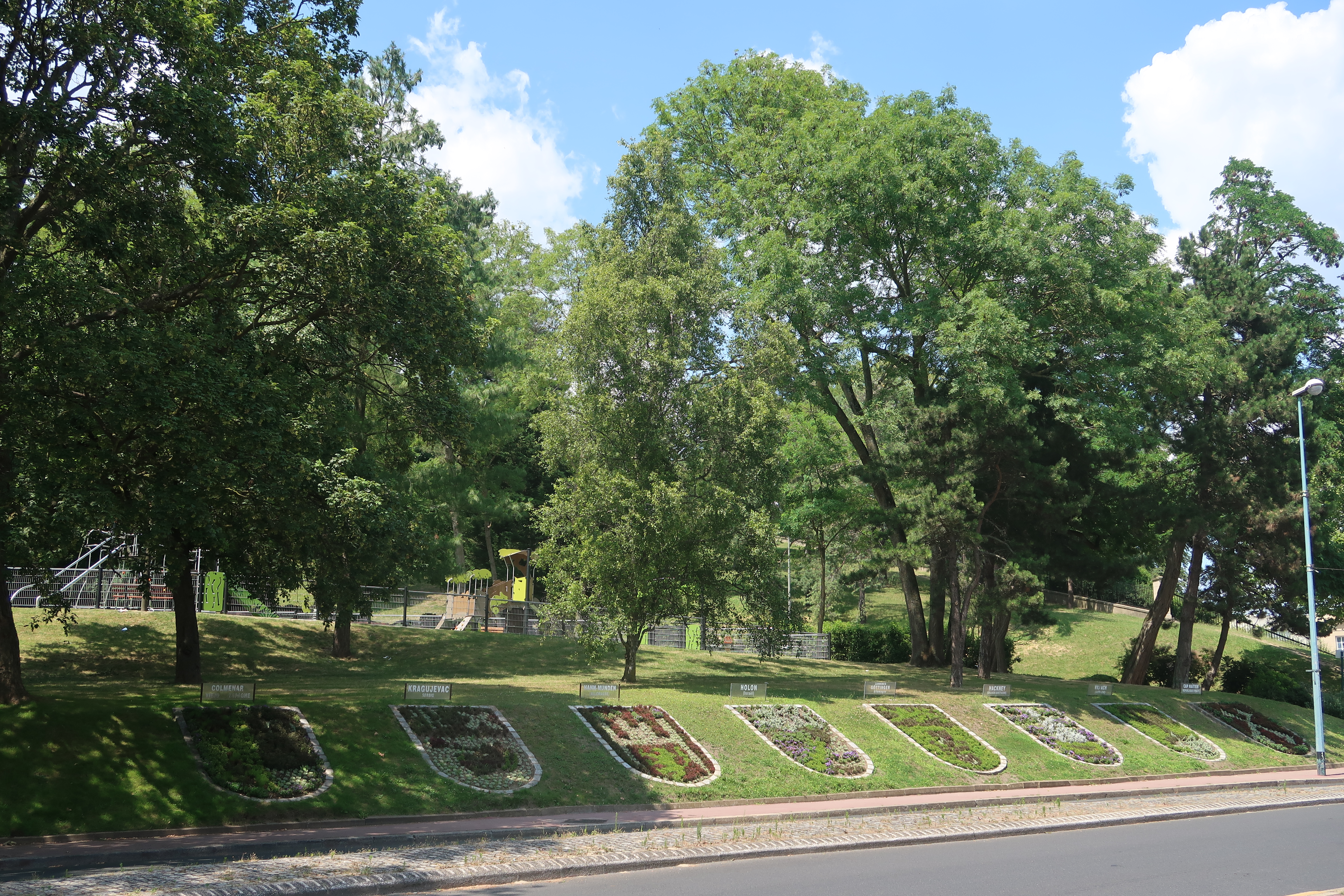
Massifs floraux célébrant les jumelages de Suresnes, dans le parc des Landes. Celui du Cap-Haïtien est situé à l'extrême droite.

Christian Dupuy fait partie du Mouvement européen-France. Il siège au Haut conseil de la coopération internationale à partir de 2006. Il préside par ailleurs le groupe pays Haïti au sein de Cités Unies France et a engagé Suresnes dans une coopération décentralisée avec la ville du Cap-Haïtien à partir de 2008.
Il est nommé en conseil des ministres du 2 septembre 2009 conseiller d'État en service extraordinaire, sur proposition de la ministre de la Justice Michèle Alliot-Marie.
Il est candidat UMP à l'élection législative de 2012 dans la quatrième circonscription des Hauts-de-Seine (Nanterre - Suresnes). Il se place en deuxième position à l'issue du premier tour, avec 27,84 % des voix, contre 29,90 % à la députée sortante Jacqueline Fraysse. Il obtient 40,86 % des voix au second tour et n'est donc pas élu.
En 2014, il est réélu maire de Suresnes dès le premier tour, obtenant 56,02 % des voix. Il soutient Alain Juppé pour la primaire présidentielle des Républicains de 2016. Le 3 mars 2017, dans le cadre de l'affaire Fillon qui entache sa campagne, il renonce à soutenir le vainqueur de la primaire, François Fillon, à l'élection présidentielle.
Il est vice-président de l'Établissement public territorial Paris Ouest La Défense (POLD, créé en 2016), chargé de l’habitat, du logement et aire des gens de voyage.
Il ne se représente pas lors des élections municipales de 2020 et soutient Guillaume Boudy, 2e adjoint au maire chargé des finances, du budget de la prospective et des systèmes d'information,. Du fait de la pandémie de Covid-19, son mandat est prolongé de quelques mois, comme pour la totalité des maires de France. Christian Dupuy gère la crise à l'échelle de la commune en ordonnant dès le début du confinement la désinfection régulière du mobilier urbain,. Le second tour du scrutin se tient finalement fin juin, lors duquel Guillaume Boudy est élu maire. Il succède officiellement à Christian Dupuy le 3 juillet, qui aura été l'édile de la commune durant 37 ans.

## Distinctions

### Décorations
- Officier de la Légion d'honneur
  -  Chevalier de la Légion d'honneur
- Chevalier de l'ordre des Palmes académiques
- Officier de l'ordre des Arts et des Lettres
  -  Chevalier de l'ordre des Arts et des Lettres
- Médaille de la jeunesse, des sports et de l'engagement associatif, argent

### Prix
- Marianne d'or du développement économique et de l'emploi

## Détail des mandats et fonctions
- 1983-2020 : maire de Suresnes.
- 1986-1988 : conseiller régional d'Île-de-France.
- 1988-1993 ; 1998-2021 : conseiller général puis départemental des Hauts-de-Seine.
  - 2001-2021 : vice-président du conseil départemental des Hauts-de-Seine chargé de la culture, des animations culturelles et du tourisme.
- 1993-1997 : député des Hauts-de-Seine.